# Reinier de Graaf

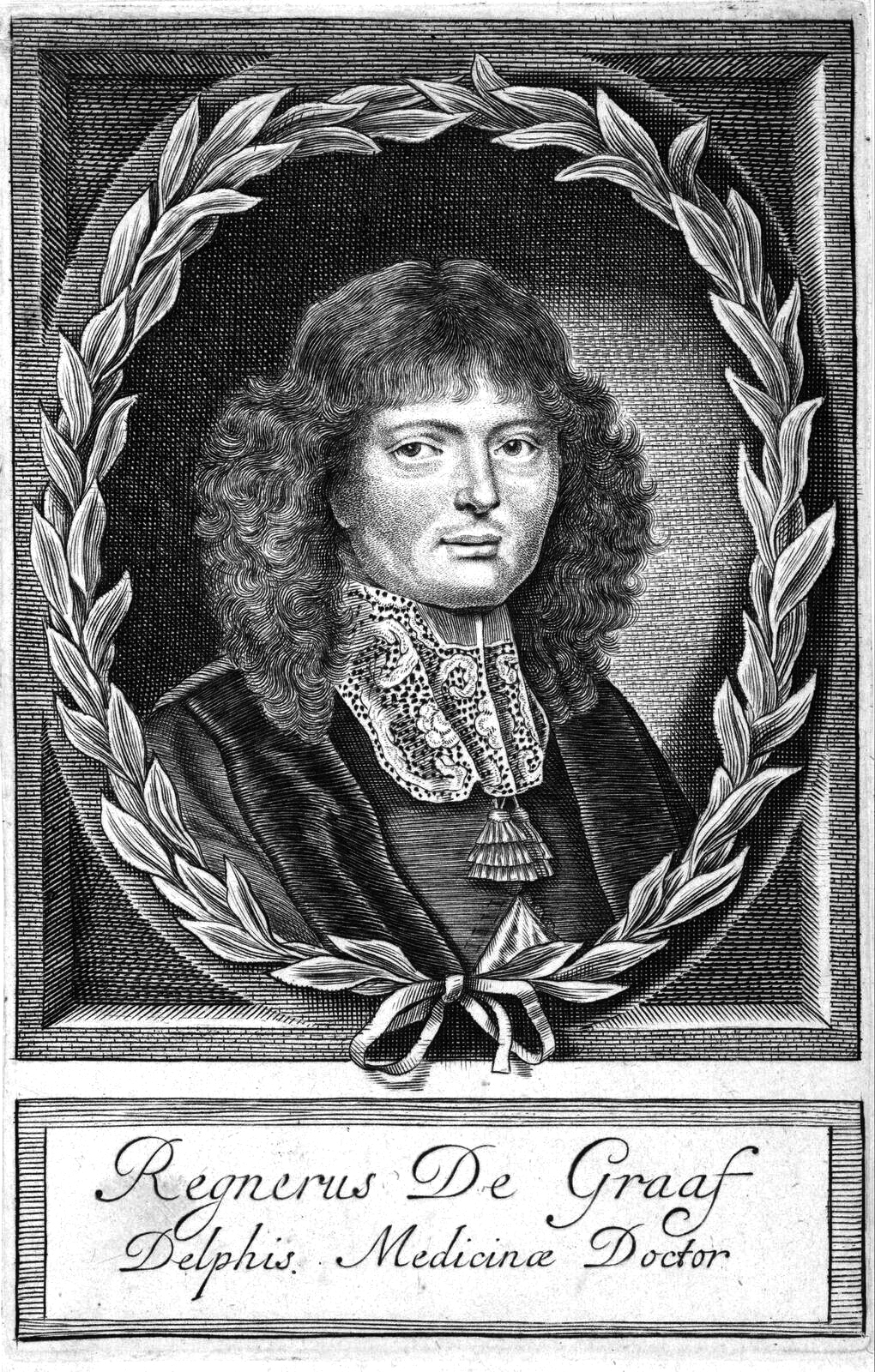
Reinier de Graaf

Reinier de Graaf oder Reijnerus de Graeff (* 30. Juli 1641 in Schoonhoven; † 17. August 1673 in Delft) war ein niederländischer Arzt und Anatom. Er gilt als Mitbegründer der experimentellen Physiologie.

## Biografie
Reinier de Graaf ging nach seinem Studium der Medizin in Utrecht und Leiden nach Angers, um anatomische Studien an der Bauchspeicheldrüse durchzuführen. Zurück in den Niederlanden, ließ sich de Graaf 1667 in Delft nieder. Mai 1672 heiratete Reijnerus de Graeff Maria van Dijck im Rathaus. Als Katholik in den mehrheitlich protestantischen Niederlanden wurde ihm eine Universitätskarriere in Leiden verwehrt, als der berühmte Franciscus Sylvius starb. Sein Sohn Fredericus wurde am 21. März 1673 getauft und schon am 7. April begraben. Im Jahr 1664 berichtete er über die ersten mit Bauchspeicheldrüsenfisteln durchgeführten Tierexperimente zur Erforschung des Pankreassaftes. Nach einem Plagiatsvorwurf im Prioritätenstreit um eine Injektionstechnik zur Darstellung von Blutgefäßen von Jan Swammerdam, seit langem sein Freund, schied er am 17. August 1673 vermutlich durch Suizid aus dem Leben und wurde am 21. August in Delft begraben. Wenige Monate vor seinem Tod empfahl er als Mitglied der Royal Society die Beachtung von Antoni van Leeuwenhoek und seiner exzellenten Mikroskope.
Reinier de Graaf ist der Entdecker der Ovarialfollikel im Eierstock, wobei der Tertiärfollikel als Graaf-Follikel auch heute noch nach ihm benannt ist. Aus der Beobachtung einer ektopen Schwangerschaft schloss er, dass im Inneren eines Follikels eine Eizelle vorhanden sein müsse, obwohl er nie eine solche sah. Er beschrieb die Funktion des Eileiters und verwies auf die Bedeutung einer Hydrosalpinx für die Fruchtbarkeit der Frau. Er beschrieb als Erster die Weibliche Ejakulation und verwies auf eine besonders sensible Zone in der vorderen Scheidenwand, die er mit der Prostata des Mannes in Zusammenhang brachte und die später von dem deutschen Gynäkologen Ernst Gräfenberg auf seiner Suche nach dem vaginalen Lustzentrum der Frau als G-Punkt wiederentdeckt wurde.

## Schriften
- De Succi Pancreatici Natura et Usu Exercitatio anatomica Medica. Leiden 1664.
- Tractatus anatomico-medicus de succi pancreati natura et usu. Leiden 1671.
- De mulierum organis generationi inservientibus, Tractatus novus demonstrans tam homines et animalia caetera omnia, quae viviparadicuntur, haud minus quam vivipara ab ovo originem ducere. Leiden 1672.
- De virorum organis generationi inservientibus, de clysteribus et de usu siphonis in anatomia. Leiden 1668.